# Église Saint-Élie de Donje Grbice
Pour les articles homonymes, voir Église Saint-Élie.
L'église Saint-Élie de Donje Grbice (en serbe cyrillique : Црква светог Илије у Доњим Грбицама ; en serbe latin : Crkva svetog Ilije u Donjim Grbicama) est une église orthodoxe serbe située à Donje Grbice, sur le territoire de la Ville de Kragujevac et dans le district de Šumadija en Serbie. Elle est inscrite sur la liste des monuments culturels protégés de la république de Serbie (identifiant no SK 1597).

## Présentation
L'église a été construite et consacrée en 1890 sur les vestiges d'une église médiévale. Elle a été conçue dans le style de l'école moravienne.
De plan tréflé, elle possède une abside centrale et deux absides latérales demi-circulaires. La nef est dominée par une coupole reposant sur un tambour. À l'exception d'une corniche en pierre, les façades extérieures sont dépourvues de décoration. Au nord de l'entrée, un clocher en pierres a été érigé en 1896.
Comme beaucoup d'autres églises de la fin du XIXe siècle, les murs intérieurs sont dépourvus de fresques. L'iconostase en bois n'est pas sculptée ; elle possède une rangée d'icônes et des « portes royales » peintes par un artiste inconnu.